# Orbiting Solar Observatory

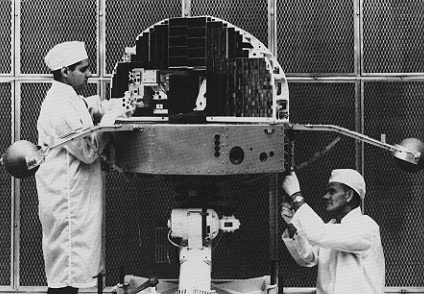
L'OSO 4

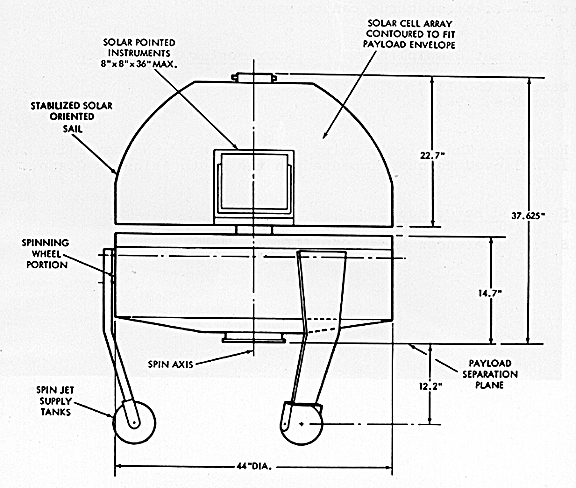
Diagrama de l'Orbiting Solar Observatory

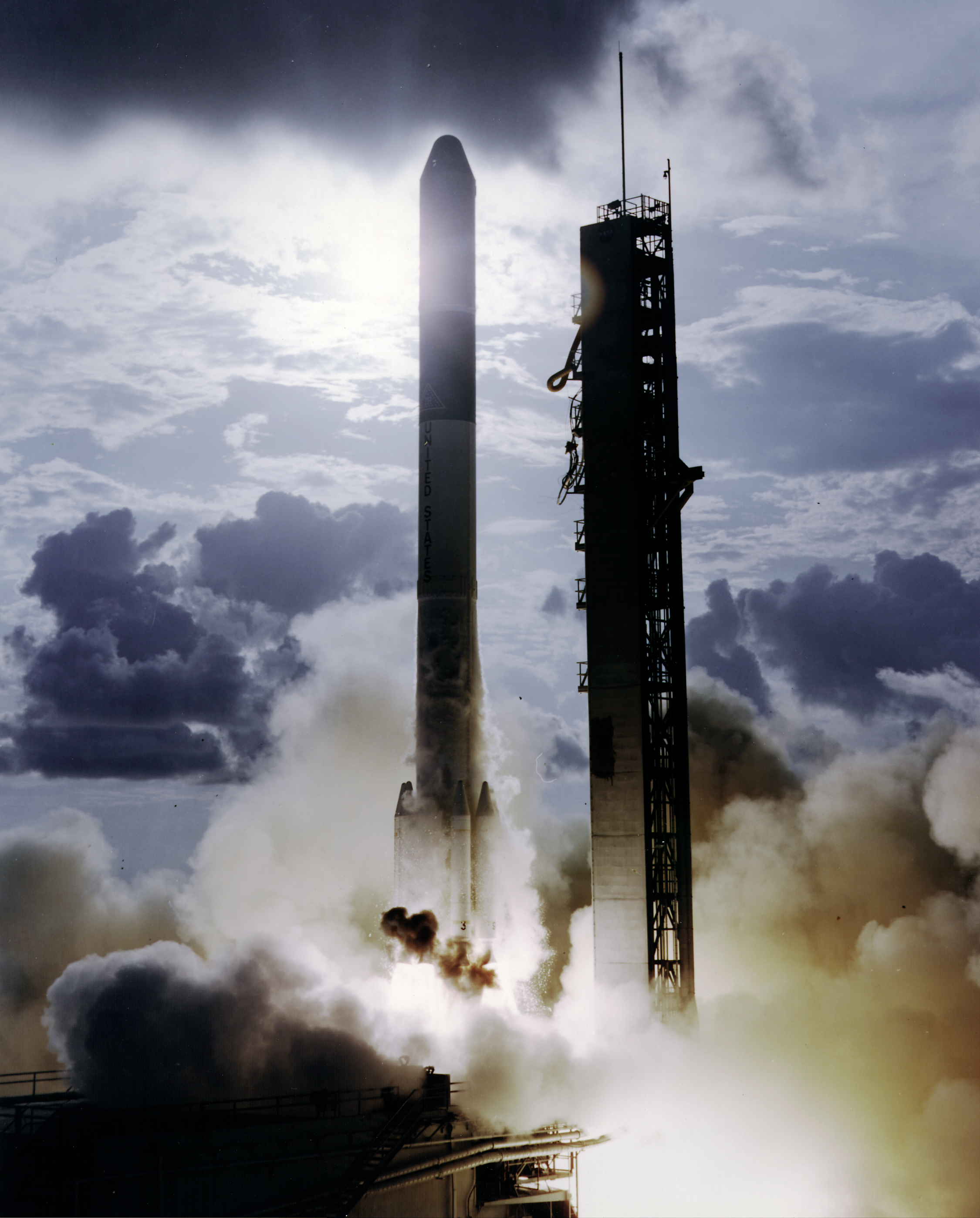
Un coet Delta llança l'OSO 8 el 21 de juny de 1975 a Cap Canaveral, Florida

El programa Orbiting Solar Observatory (abreujat OSO) era el nom d'una sèrie de telescopis espacials estatunidencs destinats principalment a estudiar el Sol, encara que també incloïen importants experiments no solars. Vuit van ser llançats amb èxit a l'òrbita terrestre baixa per la NASA entre 1962 i 1975 amb coets Delta. La seva missió principal era observar un cicle de taques solars d'11 anys en espectres ultraviolats i de raigs X. Els set inicials (OSO 1–7) van ser construïts per Ball Aerospace, aleshores conegut com a Ball Brothers Research Corporation (BBRC), a Boulder, Colorado. OSO 8 va ser construït per Hughes Space and Communications Company, a Culver City, Califòrnia.

## Història
El disseny bàsic de tota la sèrie comptava amb una secció giratòria, la "Roda", per proporcionar estabilitat giroscòpica. Una segona secció, la "Vela", va ser impulsada elèctricament contra la rotació de la Roda, i es va estabilitzar per apuntar cap al Sol. La vela portava instruments solars punxeguts, i també la sèrie de cèl·lules solars fotovoltaiques que alimentaven la nau espacial.
El coixinet crític entre la roda i la vela va ser una característica important del disseny, ja que va haver de funcionar sense problemes durant mesos en el dur buit de l'espai sense lubricació normal. També va portar tant la potència de la Vela com les dades dels instruments solars punxeguts a la Roda, on es trobaven la majoria de les funcions de la nau espacial.
També es podrien localitzar instruments científics addicionals a la roda, generalment mirant cap a un vector de radi giratori que explorava el cel, i també a través del Sol, cada pocs segons.
L'OSO B va patir un incident durant les activitats d'integració i sortida el 14 d'abril de 1964. El satèl·lit es trobava dins de la instal·lació de proves de gir a Cap Canaveral connectat a la tercera etapa del seu propulsor Delta C quan un tècnic va encendre accidentalment el propulsor per mitjà d'electricitat estàtica. El motor de la tercera etapa es va activar, es va llançar juntament amb el satèl·lit cap al sostre i va rebotar en un racó de la instal·lació fins que es va cremar. Tres tècnics van morir cremats. El satèl·lit, tot i que malmès, es va poder reparar amb una combinació de peces prototip, peces de vol de recanvi i components nous. Va ser llançat deu mesos després el 3 de febrer de 1965 i va ser designat OSO 2 en òrbita.
L'OSO C mai va arribar a l'òrbita. L'enlairament va tenir lloc el 25 d'agost de 1965 i tot va anar bé durant la cremada de la segona etapa. Durant la fase d'inèrcia prèvia a la separació de la tercera etapa, el seu motor de coet es va encendre prematurament. Això es va registrar a les lectures a terra com una alteració de l'actitud seguida de la pèrdua de la telemetria de la segona etapa, i tot i que la tercera etapa es va aconseguir separar, va patir una caiguda del 18% de l'empenta. La nau espacial OSO no va poder assolir la velocitat orbital i, en canvi, va tornar a caure a l'atmosfera i es va cremar. Se sospitava que la fallada va ser causada per una modificació del mecanisme d'encesa en la tercera etapa després d'algunes dificultats tècniques menors experimentades en l'anterior llançament del Delta C (TIROS 10 el 2 de juliol).
| Designació     | Data de llançament     | Data de reentrada   | Resultats notables |
| -------------- | ---------------------- | ------------------- | --- |
| OSO 1 (OSO A)  | 7 de març de 1962      | 7 October 1981      | |
| OSO 2 (OSO B2) | 3 de febrer de 1965    | 8 d'agost de 1989   | |
| OSO 3 (OSO E1) | 8 de març de 1967      | 4 d'abril de 1982   | S'han observat erupcions solars del Sol, així com una erupció de l'Scorpius X-1(                                                                                |
| OSO 4 (OSO D)  | 18 d'octubre de 1967   | 14 de juny de 1982  | |
| OSO 5 (OSO F)  | 22 de gener de 1969    | 2 d'abril de 1984   | Radiació de raigs X de fons difusa mesurada de 14-200 keV |
| OSO 6 (OSO G)  | 9 d'agost de 1969      | 7 de març de 1981   | S'han observat tres casos de coincidències de raigs X durs amb esclats de raigs gamma.                                                                          |
| OSO 7 (OSO H)  | 29 de setembre de 1971 | 8 de juliol de 1974 | Erupcions solars observades en l'espectre de raigs gamma. Les dades recollides van permetre la identificació de Vela X-1 com a binari de raigs X de gran massa. |
| OSO 8 (OSO I)  | 21 de juny de 1975     | 8 de juliol de 1986 | S'ha trobat una línia d'emissió de ferro a l'espectre de raigs X d'un cúmul de galàxies.                                                                        |

El programa Advanced Orbiting Solar Observatory (AOSO) es va desenvolupar a mitjans dels anys 60 del segle xx com una versió més avançada de la sèrie OSO. Concebudes com un sistema de satèl·lits en òrbita polar, aquestes naus espacials supervisarien contínuament el Sol i l'entorn circumdant amb detectors i imatges electròniques que van des dels raigs X fins a la llum visual. A causa de les limitacions pressupostàries, el programa AOSO es va cancel·lar el 1965. En canvi, va ser substituït pels satèl·lits OSO-I, OSO-J i OSO-K. Només es va llançar l'OSO-I, que es va convertir en l'OSO 8.
Es va desenvolupar i llançar un altre satèl·lit que utilitzava la plataforma Orbiting Solar Observatory: el satèl·lit Solwind. Va ser llançat el 24 de febrer de 1979. Va ser operat pel programa de proves espacials del Departament de Defensa dels Estats Units. Va ser destruït el 13 de setembre de 1985 en una prova de míssils ASAT.